# The Hollow
The Hollow (A Mansão Hollow, no Brasil / Poirot, o Teatro e a Morte (1965) ou Sangue na Piscina (2007), em Portugal) é um romance policial de Agatha Christie, publicado em 1946. É um caso investigado pelo detetive Hercule Poirot.

## Enredo
Poirot é convidado para almoçar na mansão Hollow em um fim-de-semana organizado pela anfitriã, Lady Lucy Angkatell. Quando chega, ele encontra uma autêntica cena do crime, mas em um primeiro momento pensa que é uma representação para comemorar a sua presença.
O jovem Dr. John Christow está deitado com a cabeça numa poça de sangue ao lado da piscina. Perto dele está a sua tímida mulher com uma arma na mão.
Logo Poirot se dá conta que não é uma brincadeira e tudo indica que Gerda, mulher de John, descobriu que o seu marido a traía e, por ciúmes, decidiu acabar com a vida dele.
Mas a história se complica. A arma na mão de Gerda não é aquela que matou John. Morrendo, John pronunciou o nome de Henrietta, sua amante. John tinha desprezado as propostas da sua ex-namorada Veronica Cray, que prometeu vingar-se. Lady Angkatell tinha uma arma em um cestinho de ovos em suas mãos, e Edward Angkatell era apaixonado por Henrietta. E ainda tem uma série de personagens que parecem estar encobrindo o caso, como a doce e vivaz Midge, o misterioso mordomo Gudgeon, além de Henry Angkatell, um homem de idade avançada e tranquilo. Mas Poirot, mais uma vez, não se deixou enganar por cenas, representações e enganos, e desvendou outro mistério.